# Episodi di CSI - Scena del crimine (undicesima stagione)
L'undicesima stagione della serie televisiva CSI - Scena del crimine, formata da 22 episodi, è stata trasmessa negli Stati Uniti da CBS dal 23 settembre 2010 al 12 maggio 2011, ottenendo un'audience media di 13.515.000 telespettatori, risultando così una delle serie TV più seguite della stagione televisiva statunitense 2010-2011.
Invece in Italia viene trasmessa dal 3 marzo al 12 maggio 2011 per la prima parte (ep. 1-12) e la seconda parte (ep. 13-22) dall'8 settembre al 10 novembre 2011 su Fox Crime. In chiaro è stata trasmessa dal 5 marzo al 14 maggio 2012 su Italia 1.
| nº | Titolo originale            | Titolo italiano                  | Prima TV USA      | Prima TV Italia   |
| -- | --------------------------- | -------------------------------- | ----------------- | ----------------- |
| 1  | Shock Waves                 | Onde d'urto                      | 23 settembre 2010 | 3 marzo 2011      |
| 2  | Pool Shark                  | Lo squalo                        | 30 settembre 2010 | 3 marzo 2011      |
| 3  | Blood Moon                  | Nozze di sangue                  | 7 ottobre 2010    | 10 marzo 2011     |
| 4  | Sqweegel                    | L'assassino in latex             | 14 ottobre 2010   | 17 marzo 2011     |
| 5  | House of Hoarders           | La casa degli orrori             | 21 ottobre 2010   | 24 marzo 2011     |
| 6  | Cold Blooded                | A sangue freddo                  | 28 ottobre 2010   | 31 marzo 2011     |
| 7  | Bump and Grind              | Furto d'identità                 | 4 novembre 2010   | 7 aprile 2011     |
| 8  | Fracked                     | Gas letali                       | 11 novembre 2010  | 14 aprile 2011    |
| 9  | Wild Life                   | Vite selvagge                    | 18 novembre 2010  | 21 aprile 2011    |
| 10 | 418/427                     | Il cacciatore di bambini         | 9 dicembre 2010   | 28 aprile 2011    |
| 11 | Man Up                      | La scommessa                     | 6 gennaio 2011    | 5 maggio 2011     |
| 12 | A Kiss Before Frying        | Una scarica di baci              | 20 gennaio 2011   | 12 maggio 2011    |
| 13 | The Two Mrs. Grissoms       | Le due signore Grissom           | 3 febbraio 2011   | 8 settembre 2011  |
| 14 | All That Cremains           | Le ceneri del passato            | 10 febbraio 2011  | 15 settembre 2011 |
| 15 | Targets of Obsession        | Vittime di un'ossessione         | 17 febbraio 2011  | 22 settembre 2011 |
| 16 | Turn On, Tune In, Drop Dead | Dead man walking                 | 24 febbraio 2011  | 29 settembre 2011 |
| 17 | The List                    | L'ultimo appuntamento            | 10 marzo 2011     | 6 ottobre 2011    |
| 18 | Hitting for the Cycle       | Il cerchio si chiude             | 31 marzo 2011     | 13 ottobre 2011   |
| 19 | Unleashed                   | Furia scatenata                  | 7 aprile 2011     | 20 ottobre 2011   |
| 20 | Father of the Bride         | Il padre della sposa             | 28 aprile 2011    | 27 ottobre 2011   |
| 21 | Cello and Goodbye           | La prima volta non si scorda mai | 5 maggio 2011     | 3 novembre 2011   |
| 22 | In a Dark, Dark House       | Faccia a faccia                  | 12 maggio 2011    | 10 novembre 2011  |

## Onde d'urto
- Titolo originale: Shock Waves
- Diretto da: Alec Smight
- Scritto da: David Weddle e Bradley Thompson

### Trama
Mentre Langston è in ospedale a causa delle pugnalate di Nate Haskell, la squadra indaga sull'attentato ad un funerale di polizia. L'esplosione si scoprirà collegata a Jason McCann, un adolescente problematico.
- Guest star: Justin Bieber (Jason McCann)

## Lo squalo
- Titolo originale: Pool Shark
- Diretto da: Michael Nankin
- Scritto da: Dustin Lee Abraham

### Trama
La scientifica di Las Vegas deve indagare su un attacco di squalo, verificatosi nella piscina di un casinò.
- Guest star: Method Man (Drops), Deadmau5 (se stesso)

## Nozze di sangue
- Titolo originale: Blood Moon
- Diretto da: Brad Tanenbaum
- Scritto da: Treena Hancock e Melissa R. Byer

### Trama
Durante una convention di lupi mannari e vampiri, un membro di quest'ultimi viene trovato decapitato.

## L'assassino in latex
- Titolo originale: Sqweegel
- Diretto da: Jeffrey Hunt
- Scritto da: Anthony E. Zuiker, Carol Mendelsohn e Duane Swierczynski

### Trama
La squadra indaga su una serie di omicidi, opera di un killer in grado di non lasciare tracce, grazie ad un vestito in latex realizzato su misura.
- Guest star: Ann-Margret (Margot Wilton)

## La casa degli orrori
- Titolo originale: House of Hoarders
- Diretto da: Alec Smight
- Scritto da: Christopher Barbour

### Trama
La squadra ritrova numerosi cadaveri nascosti nella casa di una signora affetta da una grave forma di disposofobia.

## A sangue freddo
- Titolo originale: Cold Blooded
- Diretto da: Louis Shaw Milito
- Scritto da: Tom Mularz

### Trama
La Scientifica indaga su due casi: l'omicidio di un uomo la cui figlia è stata uccisa cinque anni prima e mai ritrovata; e la bizzarra morte di un giovane che sembra essere stato ucciso da un tirannosauro.

## Furto d'identità
- Titolo originale: Bump and Grind
- Diretto da: Michael Nankin
- Scritto da: Don McGill

### Trama
La Scientifica indaga sul ritrovamento di un corpo triturato, legato ad un giro di furti d'identità.

## Gas letali
- Titolo originale: Fracked
- Diretto da: Martha Coolidge
- Scritto da: Bradley Thompson e David Weddle

### Trama
La squadra indaga su una serie di decessi correlati ad una società che utilizza depositi illegali di gas.

## Vite selvagge
- Titolo originale: Wild Life
- Diretto da: Charles Haid
- Scritto da: Melissa R. Byer e Treena Hancock

### Trama
Ray, Catherine e Nick stanno indagando se la caduta di un uomo da un balcone sia il risultato o meno di un omicidio. Intanto Sara e Greg indagano sulla morte di una signora, avvenuta in cucina e su quella di suo marito, avvenuta nella doccia. 

## Il cacciatore di bambini
- Titolo originale: 418/427
- Diretto da: Frank Waldeck
- Scritto da: Michael Frost Beckner

### Trama
La moglie di un agente dell'FBI viene assassinata, mentre la figlia viene rapita. Il principale sospettato è un serial killer pedofilo, su cui stava indagando da anni l'agente dell'FBI.

## La scommessa
- Titolo originale: Man Up
- Diretto da: Alec Smight
- Scritto da: Michael F.X. Daley

### Trama
La squadra investiga sulla morte per strangolamento di una prostituta, le cui foto da morta sono state trovate in internet.

## Una scarica di baci
- Titolo originale: A Kiss Before Frying
- Diretto da: Brad Tanenbaum
- Scritto da: Evan Dunsky

### Trama
Il team scopre una serie di bizzarre e casuali morte collegate ad un latitante, legato ad un caso di sette anni prima. Greg incontra e si innamora di Ellen, una giovane maestra, che si rivelerà collegata al caso.
- Guest star: Dita von Teese (Ellen Whitebridge)

## Le due signore Grissom
- Titolo originale: The Two Mrs. Grissoms
- Diretto da: Steven Felder
- Scritto da: Treena Hancock, Melissa R. Byer e Christopher Barbour

### Trama
Il direttore di una fondazione per sordi viene ucciso da un'autobomba mortale, spingendo Sara ad interrogare gli studenti e i docenti del collegio in cui lavora la suocera, anch'essa sorda. Questo la porterà a scontrarsi anche con una vecchia fiamma di Grissom.

## Le ceneri del passato
- Titolo originale: All That Cremains
- Diretto da: Jeffrey Hunt
- Scritto da: Dustin Lee Abraham

### Trama
La squadra della scientifica indaga sull'orribile omicidio di un padre vedovo. Nel mentre Ray capisce, dopo che l'ex moglie è arrivata a Las Vegas, che è arrivato il momento di andare avanti rispetto alla sua vecchia vita.

## Vittime di un'ossessione
- Titolo originale: Targets of Obsession
- Diretto da: Alec Smight
- Scritto da: David Weddle e Bradley Thompson

### Trama
Mentre Langston testimonia contro Nate Haskell; Nick, Catherine, Lou Vartann ed un artificiere vengono intrappolati in un magazzino truccato, insieme ad una bomba, posizionata da Jason McCann. Nick spara a Jason e Nate Haskell riesce a fuggire dal carcere.
- Guest star: Justin Bieber (Jason McCann)

## Dead man walking
- Titolo originale: Turn On, Tune In, Drop Dead
- Diretto da: Paul McCrane
- Scritto da: Tom Mularz

### Trama
La scientifica indaga su due corpi che in realtà non sono poi così morti.

## L'ultimo appuntamento
- Titolo originale: The List
- Diretto da: Louis Shaw Milito
- Scritto da: Richard Catalani

### Trama
La squadra indaga sull'omicidio di un ex poliziotto che si trovava in prigione e tra gli indizi c'è una lista ritrovata nella sua cella con i nomi di alcuni individui che la vittima credeva fossero potenziali sospettati per l'assassinio di sua moglie, di cui era stato accusato.

## Il cerchio si chiude
- Titolo originale: Hitting for the Cycle
- Diretto da: Alec Smight
- Scritto da: Daniel Steck e Richard Catalani

### Trama
Il team comincia a scommettere freneticamente quando una serie di circostanze gli fa credere che sono incappati finalmente nel Ciclo: un omicidio, un suicidio, una morte accidentale e una morte naturale avvenuti tutti nello stesso turno. L'unica morte mancante è quella naturale e chiudere il cerchio si rivelerà più difficile del previsto.

## Furia scatenata
- Titolo originale: Unleashed
- Diretto da: Brad Tanenbaum
- Scritto da: Ed Whitmore e Anthony E. Zuiker

### Trama
Ray, Sara e Lady Heather cercano di risolvere l'omicidio di una donna, affetta da una strana ossessione, sbranata a morte da un leone di montagna. Nel frattempo, Nick e Brass indagano sul suicidio di una diciassettenne incinta, vittima di cyberbullismo.
- Guest star: Melinda Clarke (Lady Heather)

## Il padre della sposa
- Titolo originale: Father of the Bride
- Diretto da: Frank Waldeck
- Scritto da: Evan Dunsky

### Trama
Non appena il famigerato Nate Haskell invia un video minaccioso al padre di una delle sue spose minacciando di ucciderla, la squadra si mette sulle sue tracce, grazie anche all'aiuto di Sofia Curtis.
- Guest star: Louise Lombard (Sofia Curtis)

## La prima volta non si scorda mai

Morgan Brody in una scena dell'episodio.

- Titolo originale: Cello and Goodbye
- Diretto da: Alec Smight
- Scritto da: Christopher Barbour e Don McGill

### Trama
Ray e la squadra sono alla ricerca di Nate Haskell, dopo il suo ultimo avvistamento a Los Angeles. Morgan Brody, la figlia del vice-sceriffo di Las Vegas, collabora alla ricerca del killer e della ex moglie di Ray, rapita dal citato killer.
- Guest star: Elisabeth Harnois (Morgan Brody)

## Faccia a faccia
- Titolo originale: In a Dark, Dark House
- Diretto da: Jeffrey Hunt
- Scritto da: Tom Mularz

### Trama
Ray, dopo aver trovato la casa di Nate Haskell, per salvare la sua ex moglie, uccide, gettando giù dalle scale il killer. La squadra indaga sul reale svolgimento dei fatti.